# Настоящий волшебный
«Настоящий волшебный» — второй полноценный альбом группы Sakura, презентация которого состоялась в городе Москве 21 марта 2009 года в клубе 16 тонн.
Илья Зинин в журнале Rolling Stone охарактеризовал альбом как «поп-рок, бодрый и стильный, не имеющий практически никакого сходства с донельзя унылым российским рок-мейнстримом».

## Список композиций
1. Миру Мир
2. Доспехи Бога
3. Гравитация
4. Притча
5. О Тюльпанах и Лилиях
6. Опа! Опа
7. Эволюция Любви
8. Письмо — Исповедь Ответа Не Требует
9. Упали С Луны
10. В Наших Сердцах
11. Настоящий Волшебный
12. Перевёртыш